# Autoridad Interjurisdiccional de Cuencas

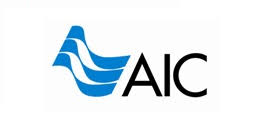
Logo de la AIC

La Autoridad Interjurisdiccional de las Cuencas de los ríos Limay, Neuquén y Negro, es un organismo que tiene por objeto entender en todo lo relativo a la administración, control, uso y preservación de las cuencas de los ríos mencionados abarcando una superficie 140.000 kilómetros cuadrados.
Está integrado por las provincias de Neuquén, Río Negro y Buenos Aires, y por el Estado Nacional y su conformación está compuesta por un Consejo de Gobierno integrado por los gobernadores y el Ministro del Interior y un Comité Ejecutivo integrado por representantes de cada una de las jurisdicciones mencionadas anteriormente. 

## Historia
La AIC fue creada en el año 1985 por Acuerdo de los Gobernadores de las Provincias de Neuquén, Río Negro y Buenos Aires. Su actividad se potencia a partir del año 1993, motivado por la privatización de los aprovechamientos hidroeléctricos de la cuenca, al designar a la AIC como Autoridad de Aplicación de los Contratos de Concesión, en materia de manejo de aguas, Protección del ambiente y protección civil.